# Лешко, Михаил Степанович
Михаил Степанович Лешко — советский военный, государственный и политический деятель, генерал-майор.

## Биография
Родился в 1880 году в Чернигове. Член КПСС с 1910 года.
С 1898 года — на хозяйственной, общественной и политической работе. В 1898—1946 гг. — работник фанерного завода в Киеве, участник революции 1905 года в Киеве, участник Первой мировой войны, участник Октябрьской революции во Владимирской губернии, Владимирский, затем Николаевский губернский военный комиссар, участник Гражданской войны, командир Херсонской боевой группы, участник боёв с Врангелем, Одесский губернский военный комиссар, ответственный работник Наркомата обороны СССР, генерал-майор интендантской службы, участник Великой Отечественной войны.
Делегат XXII съезда КПСС как персональный пенсионер и ветеран-партиец.
Умер в Москве в 1974 году.